# Lac Pico Numero Uno
Le Lac Pico Numero Uno, en Argentine, est un lac andin d'origine glaciaire situé à l'ouest de la province de Chubut, dans le département de Tehuelches, en Patagonie. 

## Situation
Le lac Pico Numero Uno s'allonge du sud-ouest vers le nord-est sur quelque 5,4 kilomètres. Son émissaire prend naissance au niveau de son extrémité nord-est, et se dirige également vers le nord-est. Il conflue en rive droite avec le río Pico, lui-même affluent du río Carrenleufú. 

## Pêche
Le lac Pico Numero Uno est bien poissonneux. On y pêche avant tout des truites fario (Salmo trutta), des truites arc-en-ciel (Oncorhynchus mykiss) et des saumons royaux ou saumons chinook (Onchorhynchus tshawytscha) .